# Coelogyne testacea
Coelogyne testacea är en orkidéart som beskrevs av John Lindley.
Coelogyne testacea ingår i släktet Coelogyne och familjen orkidéer. Inga underarter finns listade i Catalogue of Life.